# Franz Nitschke
Franz Nitschke (ur. 6 grudnia 1808 r. w Starym Henrykowie, zm. lipiec 1883 r. w Krosnowicach) – niemiecki duchowny katolicki, wielki dziekan kłodzki i wikariusz arcybiskupi dla wiernych hrabstwa kłodzkiego od 1881 r.

## Życiorys
Urodził się w Starym Henrykowie koło Ziębic, gdzie jego ojciec posiadał dobra rodowe. W latach 1821–29 uczęszczał do Gimnazjum św. Macieja we Wrocławiu. Po jego ukończeniu rozpoczął studia teologiczne na Śląskim Uniwersytecie im. Fryderyka Wilhelma we Wrocławiu. Święcenia kapłańskie otrzymał w 1833 r. w katedrze św. Jana Chrzciciela we Wrocławiu.
Początkowo pracował jako wikary w Starej Morawie i Bożnowicach, w powiecie ziębickim, a następnie w parafii św. Macieja we Wrocławiu. Dzięki poparciu wolnego sędziego Josepha von Humbrachta został powołany na stanowisko proboszcza Krosnowic w 1840 r. W latach 1860–72 pełnił funkcję inspektora szkolnego powiatu kłodzkiego. Zwolniony został z niej na mocy ustaw Kulturkampfu.
W 1881 r. w atmosferze łagodzenia kursu władz państwowych wobec Kościoła katolickiego został mianowany przez arcybiskupa metropolitę praskiego po uzyskaniu zgody cesarza Wilhelma I na wielkiego dziekana kłodzkiego i wikariusza arcybiskupiego dla wiernych hrabstwa kłodzkiego z prawem noszenia infuły i krzyża biskupiego na piersi. Jednocześnie został kanonikiem kolegiaty św. Krzyża we Wrocławiu.
W czasie swoich krótkich, niespełna dwuletnich rządów gościł w dniach 2-20 lipca 1883 r. na ziemi kłodzkiej hrabiego kardynała Schwarzenberga, metropolitę praskiego, który przybył do hrabstwa na wizytację kanoniczną udzielając jednocześnie sakramentu bierzmowania młodzieży.
Zmarł pod koniec lipca 1883 r. i został pochowany w Krosnowicach.